# مقاطعة آشلاند (ويسكونسن)
مقاطعة آشلاند (بالإنجليزية: Ashland County, Wisconsin)‏ هي إحدى مقاطعات ولاية ويسكونسن في الولايات المتحدة. تأسست سنة 1860، وتبلغ مساحتها 2,292 ميل مربع (5,940 كـم2)، بلغ عدد سكانها 16157 نسمة في عام 2010 حسب إحصاء مكتب تعداد الولايات المتحدة .

## وصلات خارجية
- الموقع الرسمي
- United States Counties